# Hoorn
Pour les articles homonymes, voir Hoorn (homonymie) et Horn.
Hoorn, parfois francisé en Horn, est une ville et commune néerlandaise, située dans le nord-est de la province de Hollande-Septentrionale, dans la région historique de Frise-Occidentale. Elle est bordée au sud par le Markermeer, à l'est par Koggenland, au nord par Medemblik et à l'ouest par Drechterland. Lors du recensement de 2017, elle compte 72 707 habitants.

## Histoire
Hoorn est fondée au XIIe siècle. Le nom de Hoorn signifie « corne » en néerlandais. En effet, la ville est située sur une presqu'île qui a la forme d'une corne dans l'IJsselmeer.
La ville reçut ses privilèges urbains de Guillaume, comte de Hollande et de Zélande, en 1357.
Pendant les querelles des Hameçons et des Cabillauds, une bataille est livrée le 22 août 1426 entre les forces de Philippe le Bon contre des fermiers insurgés du Kennemer appuyés par Jacqueline de Hainaut. Après la défaite des seconds du parti des Hameçons, toutes les bannières capturées seront exposées dans la Grande église (nl).
En 1492, des événements violents liés à la Révolte du peuple du fromage et du pain ont pris part dans la ville. En conséquence et en représailles, Albert III de Saxe impose la présence d'une garnison dans la ville.
Après la fondation de la Compagnie néerlandaise des Indes orientales, qui a un siège à Hoorn en 1603, Hoorn prend vite l'envergure d'une ville portuaire de rang international. Beaucoup de marins renommés et explorateurs sont originaires de Hoorn, comme Willem Cornelisz Schouten et Jacob Le Maire. Le cap Horn et les îles Horn lui doivent aussi leur nom.
La concurrence des Britanniques et de la ville d'Amsterdam fait que le commerce s'atténue. Hoorn se retrouve alors comme port de pêche et place de marché régionale. Dans les années 1980, la ville connait un essor démographique comme ville dortoir de populations qui travaillent à Amsterdam : la liaison ferroviaire, au départ de la gare de Hoorn, permet un trajet rapide vers la gare centrale d'Amsterdam via Zaandam.

## Curiosités
La ville comporte maints monuments historiques, entre autres quelques églises, la mairie, la bascule (Waag), ainsi que beaucoup de maisons datant des XVIIe et XVIIIe siècles (comme par exemple, les Maisons de Bossu). Nombre d'habitants de la ville, se distinguant par leur esprit d’entreprise dans les secteurs du commerce et de la navigation, devinrent célèbres au-delà des frontières. Ainsi l’explorateur Willem Cornelisz Schouten défia de rageuses tempêtes avant d’atteindre, en 1616, le point le plus méridional d’Amérique du Sud. Il le baptisa le Kaap Hoorn, c'est-à-dire Cap Horn en français, en l’honneur de sa ville natale.

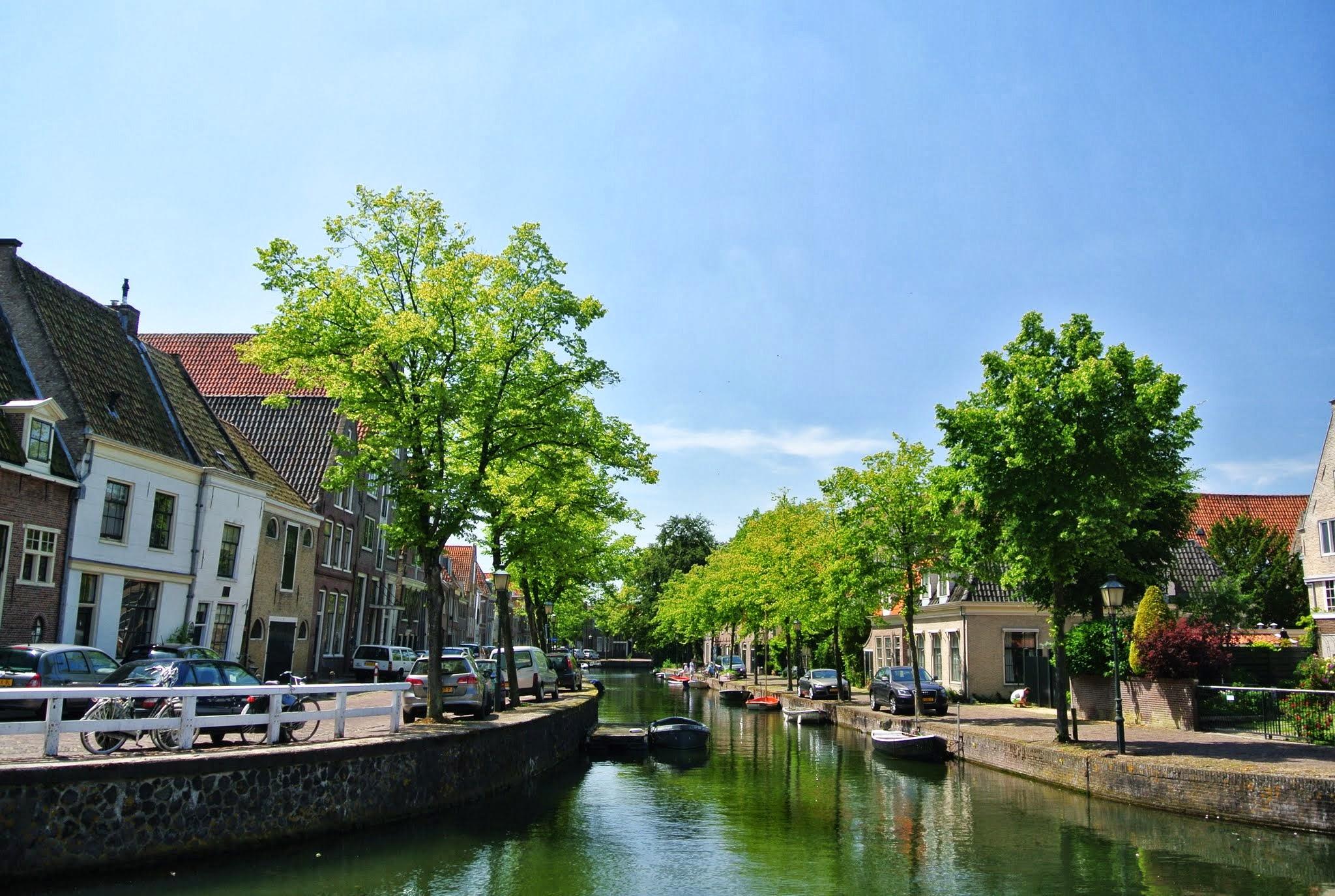
Centre de ville
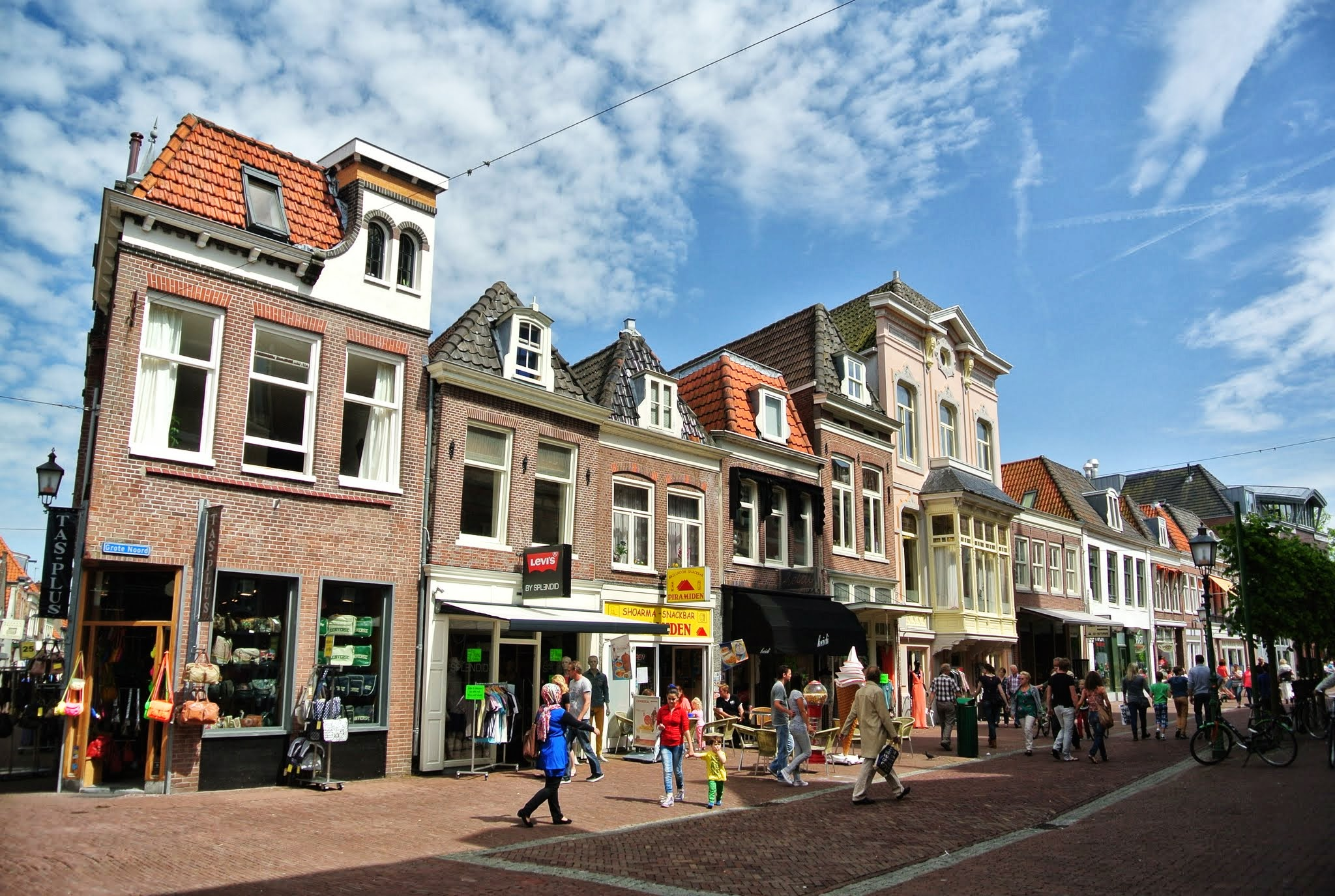
Rue piétonne.
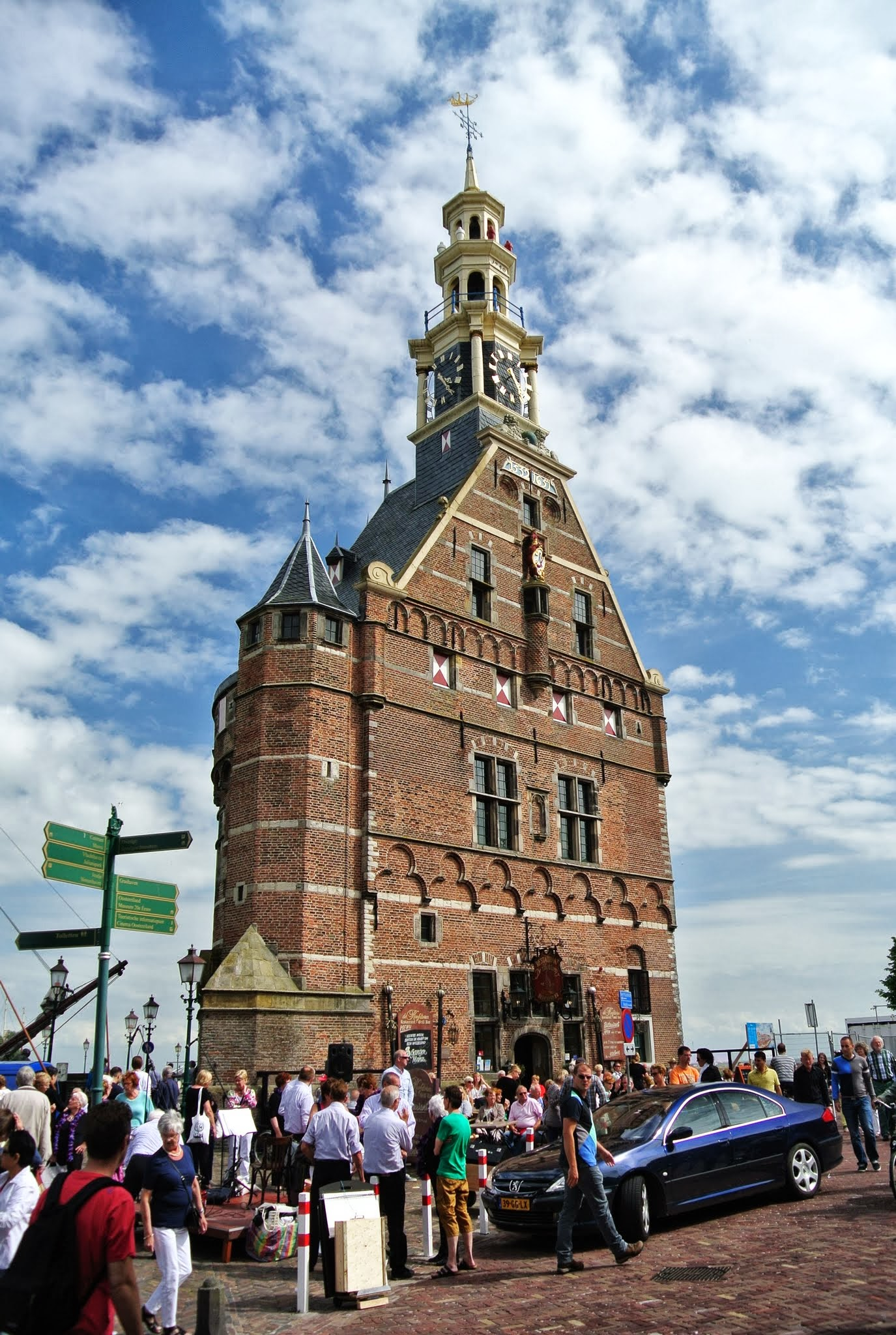
Hoofdtoren.
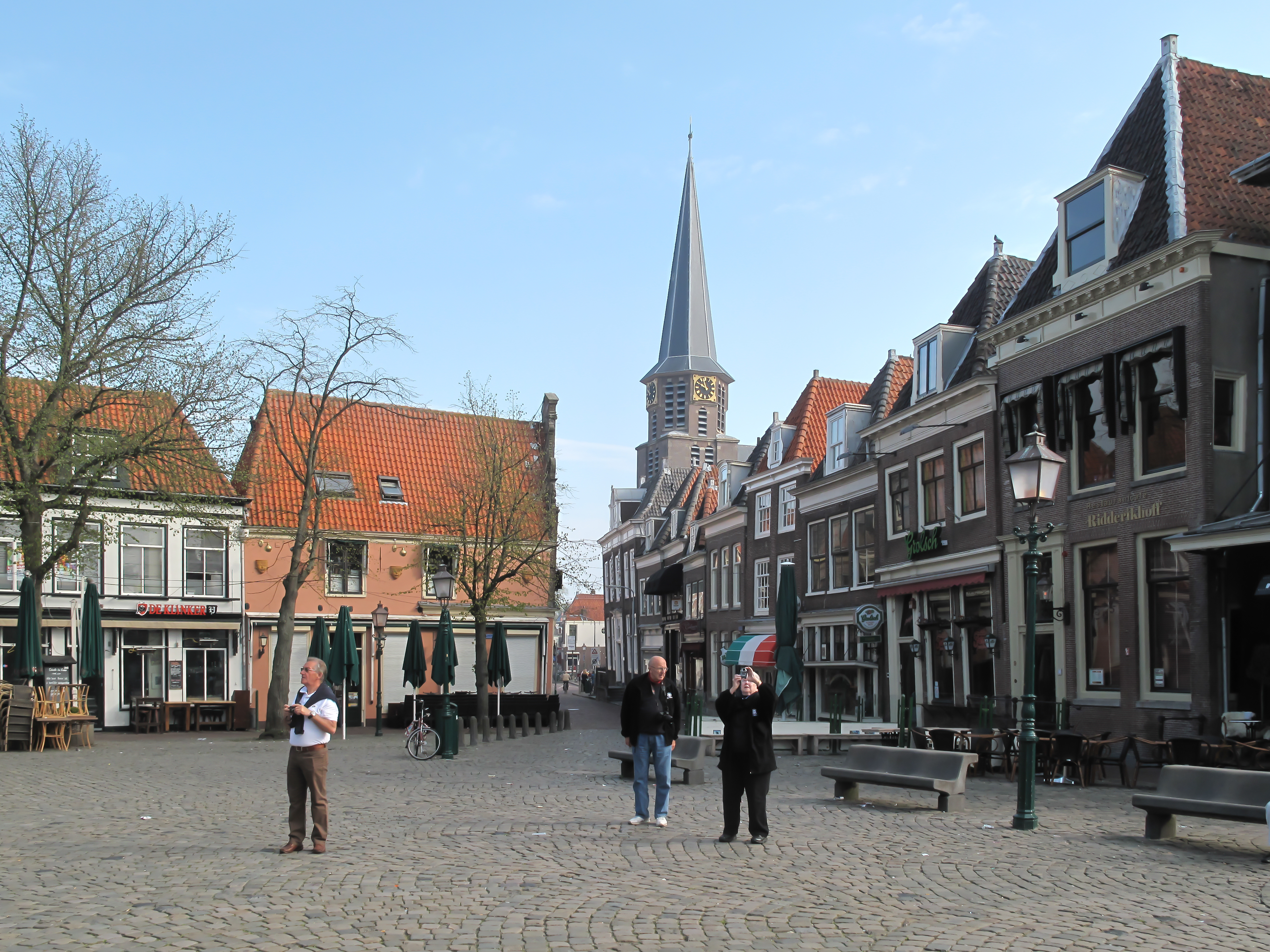
Église sur la place Roode Steen.
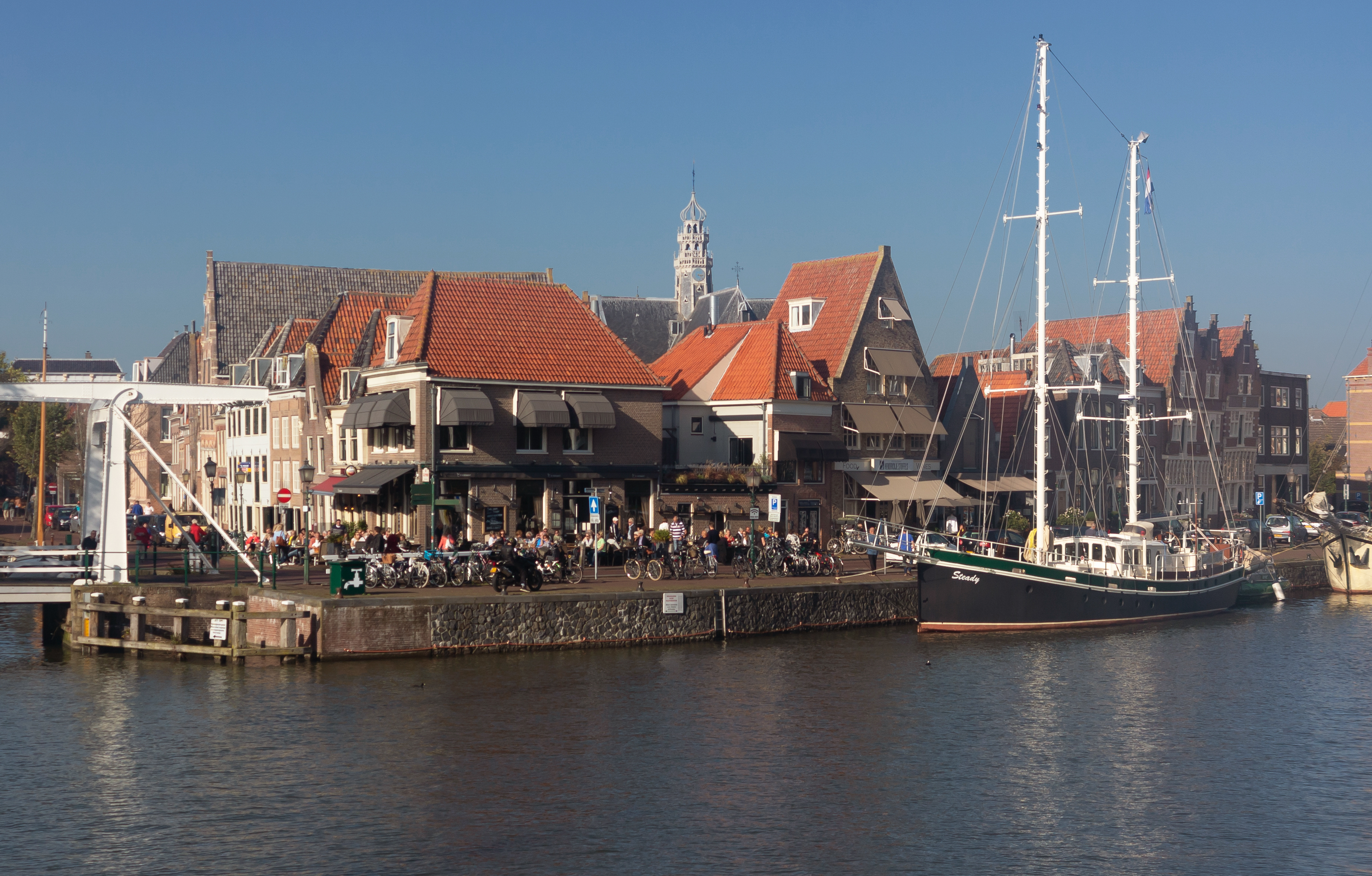
Vue sur l'Oude Doelenkade
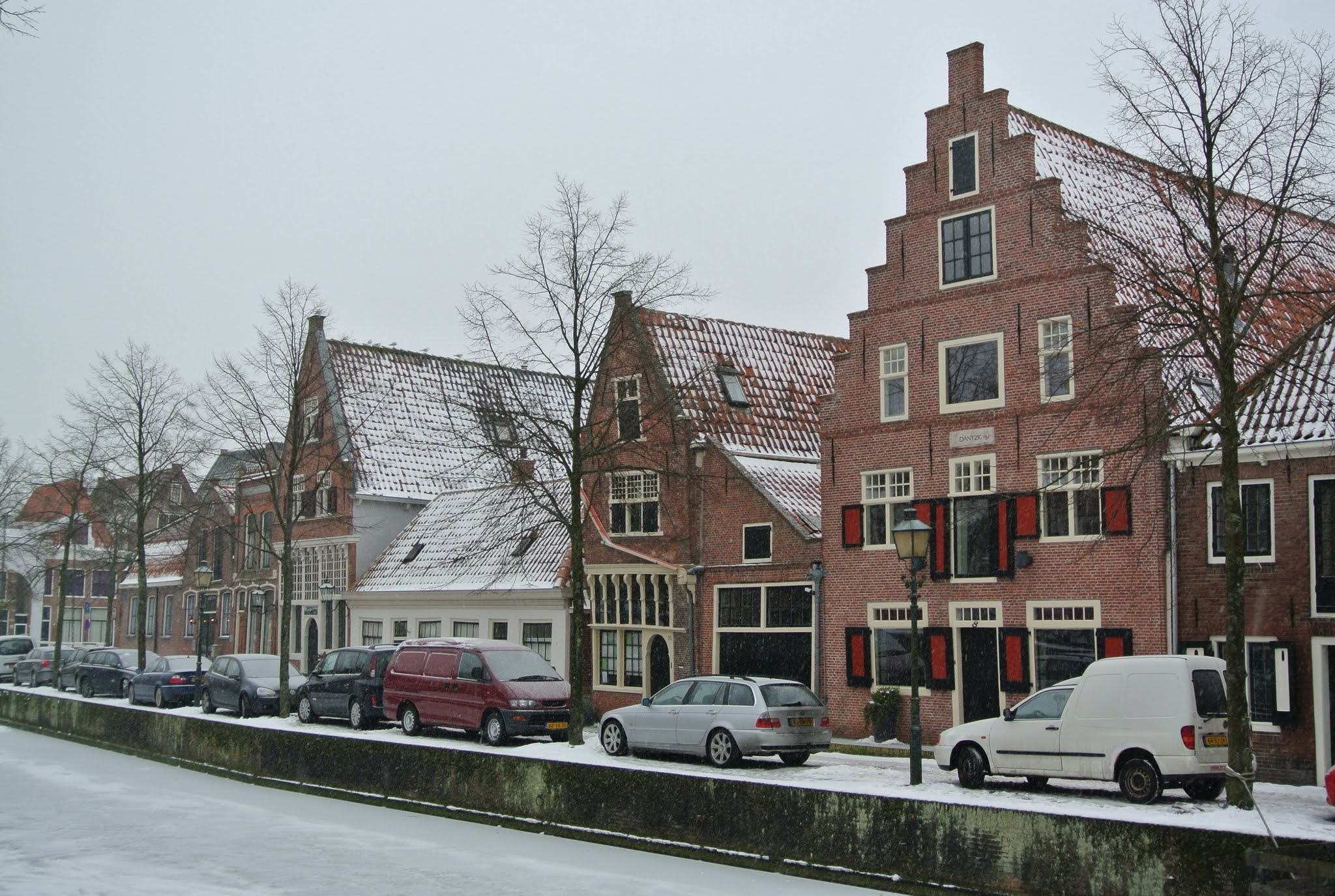
Bierkade en hiver.

## Personnalités
- Cornelis Cort (1533-1578), peintre néerlandais
- Willem Cornelisz Schouten (env. 1567-1625), marin néerlandais
- Jan Pieterszoon Coen (1587-1629), gouverneur général des Indes orientales
- Willem IJsbrantsz. Bontekoe (1587-1657), navigateur et explorateur néerlandais
- David Pieterszoon de Vries (1593-1655)) navigateur et explorateur néerlandais, mort à Hoorn.
- Jan Linsen (1602-1635), peintre néerlandais
- Jan Claesz Rietschoof (1651-1719), peintre néerlandais
- Maarten Houttuyn (1720-1798), médecin et naturaliste néerlandais
- George Baker (né en 1944), chanteur néerlandais
- Marco Bizot (né en 1991), joueur de football néerlandais
- Frank de Boer (né en 1970), joueur de football néerlandais
- Ronald de Boer (né en 1970), joueur de football néerlandais
- Bart J. Bok (1906-1983), astronome américain né aux Pays-Bas
- Sylvana Simons (1971- ), danseuse, présentatrice de radio et télévision et femme politique néerlandaise
- Nadine Broersen (né en 1990), athlète néerlandaise
- Jan-Willem Gabriëls (né en 1979), rameur médaillé olympique néerlandais
- Vera Koedooder (né en 1983), coureuse cycliste néerlandaise
- Pim Ligthart (né en 1988), coureur cycliste néerlandais
- Johannes Messchaert (1857-1922), chanteur néerlandais
- Stephan van den Berg (né en 1962), véliplanchiste néerlandais
- Ruud Vormer (né en 1988), joueur de football néerlandais
- Jacco Gardner (né en 1988), auteur-compositeur-interprète néerlandais
- Gürkan Küçüksentürk (né en 1979), acteur néerlandais.

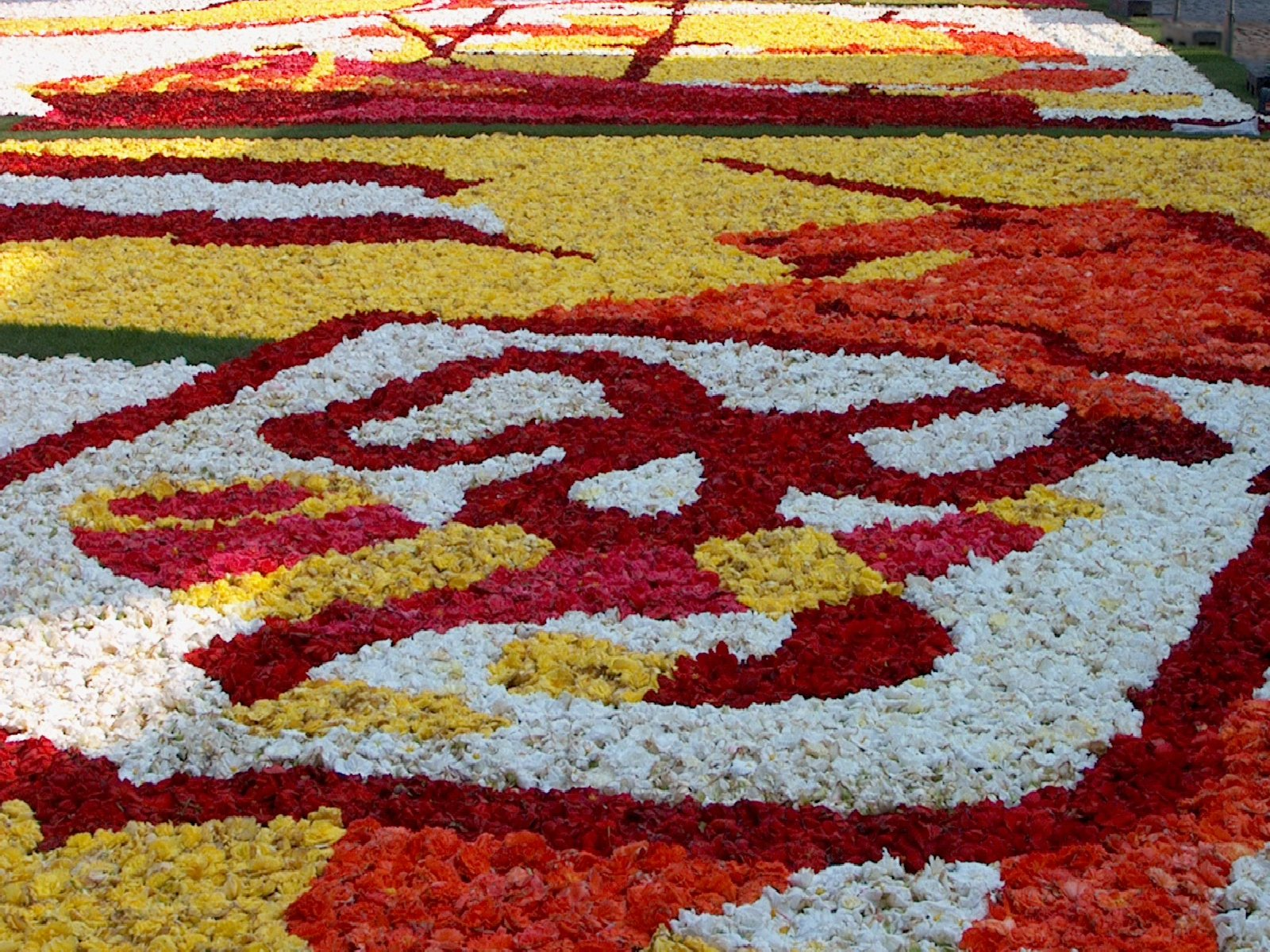
Le tapis de fleurs de 2007.

## Traditions
Chaque année, depuis 2001, la dernière semaine d'août, un tapis de fleurs de bégonias décore la ville de Hoorn.
Les Hoornse Stadsfeesten (Fêtes municipales de Hoorn)  sont organisées chaque année le 3ème week-end de juin. Pendant trois jours, des milliers de visiteurs peuvent profiter gratuitement de spectacles de chanson, de danse, d'exposition d'art et d'évènements culturels sur diverses scènes intérieures et extérieures.
Le Hoornse Kermis (Foire de Hoorn) a lieu la deuxième semaine d'août depuis 1446. Il y a environ 75 attractions dans le centre-ville de Hoorn pendant 10 jours au mois d'août. Les habitants de la région sont souvent convaincus que cette foire est la plus grande des Pays-Bas après Tilburg, mais ce n'est pas le cas. La foire attire environ plusieurs milliers de personnes par jour. Le dernier jour de la foire, le troisième lundi d'août, se tient chaque année le Lappendag au cours duquel les magasins ouvrent ce jour-là entre 6h et 8h et un marché est organisé dans plusieurs rues.
Dans le petit village de Zwaag, une parade de carnaval est organisée chaque année par la Carnavalsvereniging het Masker uit Zwaag. Cet événement attire environ plusieurs dizaines de milliers de visiteurs chaque année.
Enfin, la Bontekoerace (nl), une régate de voiliers, a lieu chaque année sur le Markermeer à proximité de Hoorn.

## Jumelages
- Příbram (Tchéquie)
- Malacca (Malaisie)